# Monestir de Khilandar
El monestir de Khilandar (grec: Χιλανδαρίου, serbi: Хиландар, búlgar: Хилендарски манастир) és un monestir ortodox serbi situat al mont Atos, a Grècia. Tot i que ja existia un monestir fundat el segle x i abandonat, es considera el 1198 la data fundacional de l'actual monestir, quan l'emperador Aleix III el va cedir a Esteve Nemanja (que s'hi feu monjo amb el nom de Simeó) i el seu fill Rastko Nemanjitx (sant Sava).

## Art i relíquies

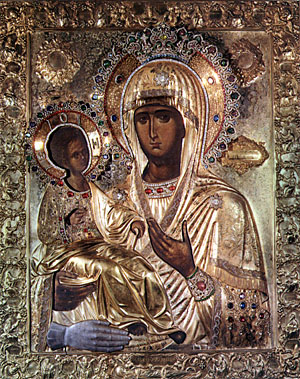
Icona de la Theotokos de les tres mans

Entre les nombroses relíquies i objectes sagrats conservats a Khilandar es troba la icona de la Theotokos de l'Acatist; la seva festivitat se celebra el 25 de gener en el calendari gregorià, el 12 de gener en el julià. El monestir també posseïx una icona de la Theotokos de les tres mans (Bogorodica Trojeručica), tradicionalment associada a una miraculosa curació d'una ferida de Joan Damascè, a l'entorn de l'any 717. Joan es va fer monjo al monestir de Mar Saba, als afores de Jerusalem, i va fer donació de la icona a la seva comunitat monàstica. Posteriorment va ser donat a sant Sava i va passar a ser part de les relíquies del monestir de Khilandar quan els otomans van envair Sèrbia. Una còpia va ser-ne enviada a Rússia el 1661, on ha estat molt venerada per l'Església ortodoxa russa. La icona té dues dates de celebració: el 28 de juny (11 de juliol en el calendari gregorià), i el 12 de juliol (el 25 de juliol) en el calendari gregorià).